# Collegio di Redcar
Redcar è un collegio elettorale situato nel North Yorkshire, nel Nord Est dell'Inghilterra, e rappresentato alla Camera dei comuni del Parlamento del Regno Unito. Elegge un membro del parlamento con il sistema first-past-the-post, ossia maggioritario a turno unico; l'attuale parlamentare è Anna Turley del Partito Laburista e Co-Operativo, che rappresenta il collegio dal 2024.

## Estensione

Redcar dal 2010 al 2024

- 1974-1983: i ward del County Borough di Teesside di Coatham, Eston Grange, Kirkleatham, Ormesby, Redcar e South Bank.
- 1983-1997: i ward del borgo di Langbaurgh di Bankside, Church Lane, Coatham, Dormanstown, Eston, Grangetown, Kirkleatham, Newcomen, Normanby, Ormesby, Overfields, Redcar, South Bank, Teesville e West Dyke.
- 1997-2010: i ward del borgo di Langbaurgh-on-Tees di Coatham, Dormanstown, Eston, Grangetown, Kirkleatham, Longbeck, Newcomen, Normanby, Ormesby, Redcar, St Germain's, South Bank, Teesville e West Dyke.
- 2010-2024: i ward del borgo di Redcar and Cleveland di Coatham, Dormanstown, Eston, Grangetown, Kirkleatham, Longbeck, Newcomen, Normanby, Ormesby, St Germain’s, South Bank, Teesville, West Dyke e Zetland.
- dal 2024: i ward del borgo di Redcar and Cleveland di Coatham; Dormanstown; Eston; Grangetown; Kirkleatham; Longbeck; Newcomen; Normanby; Ormesby; St. Germain’s; Saltburn; South Bank; Teesville; West Dyke; Wheatlands e Zetland.[1]

Il collegio di Redcar, sulla costa del Cleveland, costituisce parte del distretto di Redcar and Cleveland.

## Membri del parlamento
| Elezione | Elezione   | Deputato    | Partito         |
| -------- | ---------- | ----------- | --------------- |
|          | Feb 1974   | James Tinn  | Laburista       |
| 1987     | Mo Mowlam  |             | Laburista       |
| 2001     | Vera Baird |             | Laburista       |
|          | 2010       | Ian Swales  | Lib Dem         |
|          | 2015       | Anna Turley | Laburista Co-Op |
|          | 2019       | Jacob Young | Conservatore    |
|          | 2024       | Anna Turley | Laburista Co-Op |

## Elezioni

### Elezioni negli anni 2020
| Partito                    | Partito                                                 | Candidato                  | Risultati 4 luglio 2024 | Risultati 4 luglio 2024 |
| Partito                    | Partito                                                 | Candidato                  | Voti                    | %                       |
| -------------------------- | ------------------------------------------------------- | -------------------------- | ----------------------- | ----------------------- |
|                            | Laburista Co-Op                                         | Anna Turley                | 15 663                  | 41,00                   |
|                            | Conservatore                                            | Jacob Young                | 12 340                  | 32,30                   |
|                            | Reform UK                                               | John Davies                | 7 216                   | 18,89                   |
|                            | Lib Dem                                                 | Chris Jones                | 1 542                   | 4,04                    |
|                            | Verdi                                                   | Ruth Hatton                | 1 270                   | 3,32                    |
|                            | Social Democratico                                      | Gary Conlin                | 169                     | 0,44                    |
|                            |                                                         |                            |                         |                         |
| Iscritti                   | Iscritti                                                | Iscritti                   | 70 241                  | 100,00                  |
| ↳ Votanti (% su iscritti)  | ↳ Votanti (% su iscritti)                               | ↳ Votanti (% su iscritti)  | 38 200                  | 54,38                   |
| ↳ Astenuti (% su iscritti) | ↳ Astenuti (% su iscritti)                              | ↳ Astenuti (% su iscritti) | 32 041                  | 45,62                   |
|                            |                                                         |                            |                         |                         |
|                            | Esito: collegio passa da Conservatore a Laburista Co-Op |                            |                         |                         |

### Elezioni negli anni 2010
| Partito                    | Partito                                                 | Candidato                  | Risultati 12 dicembre 2019 | Risultati 12 dicembre 2019 |
| Partito                    | Partito                                                 | Candidato                  | Voti                       | %                          |
| -------------------------- | ------------------------------------------------------- | -------------------------- | -------------------------- | -------------------------- |
|                            | Conservatore                                            | Jacob Young                | 18 811                     | 46,05                      |
|                            | Laburista Co-Op                                         | Anna Turley                | 15 289                     | 37,43                      |
|                            | Brexit                                                  | Jacqui Cummins             | 2 915                      | 7,14                       |
|                            | Lib Dem                                                 | Karen King                 | 2 018                      | 4,94                       |
|                            | Indipendente                                            | Frankie Wales              | 1 323                      | 3,24                       |
|                            | Verdi                                                   | Rowan Mclaughlin           | 491                        | 1,20                       |
|                            |                                                         |                            |                            |                            |
| Iscritti                   | Iscritti                                                | Iscritti                   | 65 855                     | 100,00                     |
| ↳ Votanti (% su iscritti)  | ↳ Votanti (% su iscritti)                               | ↳ Votanti (% su iscritti)  | 40 847                     | 62,03                      |
| ↳ Astenuti (% su iscritti) | ↳ Astenuti (% su iscritti)                              | ↳ Astenuti (% su iscritti) | 25 008                     | 37,97                      |
|                            |                                                         |                            |                            |                            |
|                            | Esito: collegio passa da Laburista Co-Op a Conservatore |                            |                            |                            |

| Partito                    | Partito                                      | Candidato                  | Risultati 8 giugno 2017 | Risultati 8 giugno 2017 |
| Partito                    | Partito                                      | Candidato                  | Voti                    | %                       |
| -------------------------- | -------------------------------------------- | -------------------------- | ----------------------- | ----------------------- |
|                            | Laburista Co-Op                              | Anna Turley                | 23 623                  | 55,51                   |
|                            | Conservatore                                 | Peter Gibson               | 14 138                  | 33,22                   |
|                            | Lib Dem                                      | Josh Mason                 | 2 849                   | 6,69                    |
|                            | UKIP                                         | Chris Gallacher            | 1 950                   | 4,58                    |
|                            |                                              |                            |                         |                         |
| Iscritti                   | Iscritti                                     | Iscritti                   | 66 811                  | 100,00                  |
| ↳ Votanti (% su iscritti)  | ↳ Votanti (% su iscritti)                    | ↳ Votanti (% su iscritti)  | 42 626                  | 63,80                   |
| ↳ Astenuti (% su iscritti) | ↳ Astenuti (% su iscritti)                   | ↳ Astenuti (% su iscritti) | 24 185                  | 36,20                   |
|                            |                                              |                            |                         |                         |
|                            | Esito: collegio confermato a Laburista Co-Op |                            |                         |                         |

| Partito                    | Partito                                            | Candidato                  | Risultati 7 maggio 2015 | Risultati 7 maggio 2015 |
| Partito                    | Partito                                            | Candidato                  | Voti                    | %                       |
| -------------------------- | -------------------------------------------------- | -------------------------- | ----------------------- | ----------------------- |
|                            | Laburista Co-Op                                    | Anna Turley                | 17 946                  | 43,86                   |
|                            | Lib Dem                                            | Josh Mason                 | 7 558                   | 18,47                   |
|                            | UKIP                                               | Christopher Gallacher      | 7 516                   | 18,37                   |
|                            | Conservatore                                       | Jacob Young                | 6 630                   | 16,20                   |
|                            | Verdi                                              | Peter Pinkney              | 880                     | 2,15                    |
|                            | North East Party                                   | Philip Lockey              | 389                     | 0,95                    |
|                            |                                                    |                            |                         |                         |
| Iscritti                   | Iscritti                                           | Iscritti                   | 64 847                  | 100,00                  |
| ↳ Votanti (% su iscritti)  | ↳ Votanti (% su iscritti)                          | ↳ Votanti (% su iscritti)  | 40 919                  | 63,10                   |
| ↳ Astenuti (% su iscritti) | ↳ Astenuti (% su iscritti)                         | ↳ Astenuti (% su iscritti) | 23 928                  | 36,90                   |
|                            |                                                    |                            |                         |                         |
|                            | Esito: collegio passa da Lib Dem a Laburista Co-Op |                            |                         |                         |

| Partito                    | Partito                                      | Candidato                  | Risultati 6 maggio 2010 | Risultati 6 maggio 2010 |
| Partito                    | Partito                                      | Candidato                  | Voti                    | %                       |
| -------------------------- | -------------------------------------------- | -------------------------- | ----------------------- | ----------------------- |
|                            | Lib Dem                                      | Ian Swales                 | 18 955                  | 45,17                   |
|                            | Laburista                                    | Vera Baird                 | 13 741                  | 32,75                   |
|                            | Conservatore                                 | Steve Mastin               | 5 790                   | 13,80                   |
|                            | UKIP                                         | Martin Bulmer              | 1 875                   | 4,47                    |
|                            | BNP                                          | Kevin Broughton            | 1 475                   | 3,52                    |
|                            | TUSC                                         | Hannah Walter              | 127                     | 0,30                    |
|                            |                                              |                            |                         |                         |
| Iscritti                   | Iscritti                                     | Iscritti                   | 67 140                  | 100,00                  |
| ↳ Votanti (% su iscritti)  | ↳ Votanti (% su iscritti)                    | ↳ Votanti (% su iscritti)  | 41 963                  | 62,50                   |
| ↳ Astenuti (% su iscritti) | ↳ Astenuti (% su iscritti)                   | ↳ Astenuti (% su iscritti) | 25 177                  | 37,50                   |
|                            |                                              |                            |                         |                         |
|                            | Esito: collegio passa da Laburista a Lib Dem |                            |                         |                         |

### Elezioni negli anni 2000
| Partito                    | Partito                                | Candidato                  | Risultati 5 maggio 2005 | Risultati 5 maggio 2005 |
| Partito                    | Partito                                | Candidato                  | Voti                    | %                       |
| -------------------------- | -------------------------------------- | -------------------------- | ----------------------- | ----------------------- |
|                            | Laburista                              | Vera Baird                 | 19 968                  | 51,38                   |
|                            | Lib Dem                                | Ian Swales                 | 7 852                   | 20,21                   |
|                            | Conservatore                           | Jonathan Lehrle            | 6 954                   | 17,89                   |
|                            | Indipendente                           | Christopher McGlade        | 2 379                   | 6,12                    |
|                            | BNP                                    | Andrew Harris              | 985                     | 2,53                    |
|                            | UKIP                                   | Edward Walker              | 564                     | 1,45                    |
|                            | Laburista Socialista                   | John Taylor                | 159                     | 0,41                    |
|                            |                                        |                            |                         |                         |
| Iscritti                   | Iscritti                               | Iscritti                   | 67 001                  | 100,00                  |
| ↳ Votanti (% su iscritti)  | ↳ Votanti (% su iscritti)              | ↳ Votanti (% su iscritti)  | 38 861                  | 58,00                   |
| ↳ Astenuti (% su iscritti) | ↳ Astenuti (% su iscritti)             | ↳ Astenuti (% su iscritti) | 28 140                  | 42,00                   |
|                            |                                        |                            |                         |                         |
|                            | Esito: collegio confermato a Laburista |                            |                         |                         |

| Partito                    | Partito                                | Candidato                  | Risultati 7 giugno 2001 | Risultati 7 giugno 2001 |
| Partito                    | Partito                                | Candidato                  | Voti                    | %                       |
| -------------------------- | -------------------------------------- | -------------------------- | ----------------------- | ----------------------- |
|                            | Laburista                              | Vera Baird                 | 23 026                  | 60,28                   |
|                            | Conservatore                           | Chris Main                 | 9 583                   | 25,09                   |
|                            | Lib Dem                                | Stan Wilson                | 4 817                   | 12,61                   |
|                            | Laburista Socialista                   | John Taylor                | 772                     | 2,02                    |
|                            |                                        |                            |                         |                         |
| Iscritti                   | Iscritti                               | Iscritti                   | 67 847                  | 100,00                  |
| ↳ Votanti (% su iscritti)  | ↳ Votanti (% su iscritti)              | ↳ Votanti (% su iscritti)  | 38 198                  | 56,30                   |
| ↳ Astenuti (% su iscritti) | ↳ Astenuti (% su iscritti)             | ↳ Astenuti (% su iscritti) | 29 649                  | 43,70                   |
|                            |                                        |                            |                         |                         |
|                            | Esito: collegio confermato a Laburista |                            |                         |                         |

## Risultati dei referendum

### Referendum sulla permanenza del Regno Unito nell'Unione europea del 2016
|             | Collegio | Lasciare UE % | Rimanere in UE % |
| ----------- | -------- | ------------- | ---------------- |
|             | Redcar   | 67,5%         | 32,5%            |
| Inghilterra | 53,3%    | 46,7%         |                  |
| Regno Unito | 51,9%    | 48,1%         |                  |